# Akio Morita

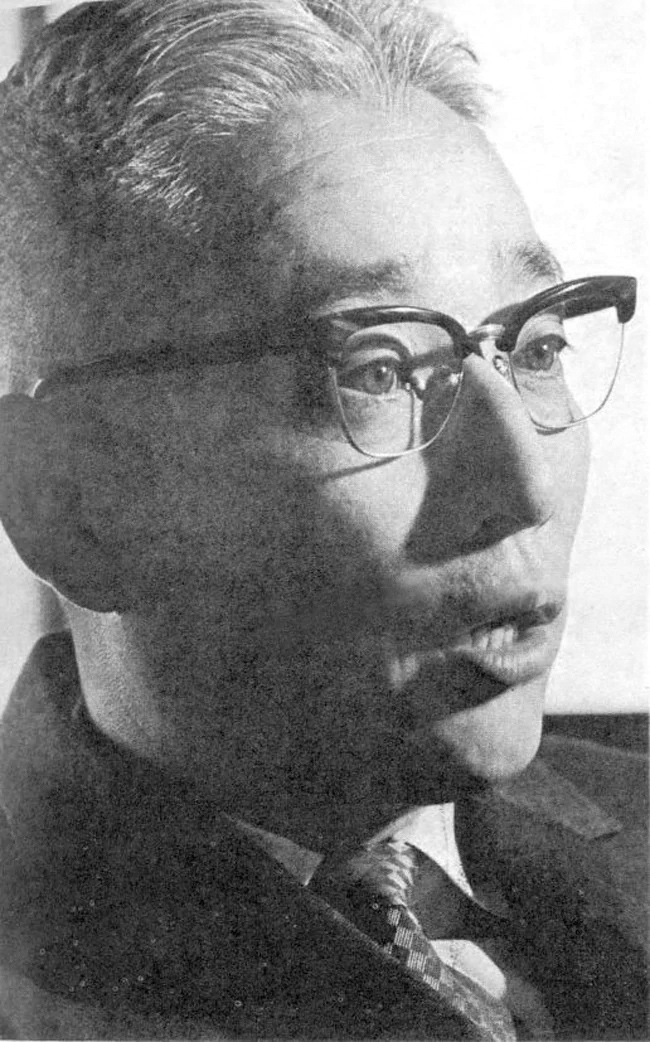
Akio Morita

Akio Morita (jap. 盛田 昭夫 Morita Akio; ur. 26 stycznia 1921, zm. 3 października 1999) – japoński przedsiębiorca, współzałożyciel (wraz z Masaru Ibuką) koncernu Sony. Umieszczony na liście Time 100: Najważniejsi ludzie stulecia.

## Życiorys
Pochodził z rodziny producentów żywności, ukończył studia na Osakijskim Uniwersytecie Cesarskim (Ōsaka Teikoku Daigaku, obecnie Uniwersytet Osakijski Ōsaka Daigaku) w Osace. 
W 1944 roku zaciągnął się do Cesarskiej Marynarki Wojennej Wielkiej Japonii. Poznał tam swojego przyszłego partnera biznesowego, rzecznika patentowego i elektronika, Masaru Ibukę (1908–1997).
7 maja 1946 roku założył przedsiębiorstwo pod nazwą Tōkyō Tsūshin Kōgyō Kabushiki Kaisha, które później stało się znane jako Sony Corporation, mając za głównych inwestorów członków rodziny Morita i zatrudniając na początku 20 pracowników.
Autor autobiograficznej książki Made in Japan: Akio Morita i Sony. Książka opisuje historię rodziny Morita, narodziny Sony, rozwój gospodarczy Japonii po klęsce w II wojnie światowej. Przekazuje również informacje o kulturze japońskiej w szczególności w odniesieniu do filozofii i stylu życia Japończyków, który jest wyjaśniony przez umieszczenie go w kontekście historycznym. Morita opisał w niej także m.in. historię wynalezienia walkmana.